# Southeast Air Defense Sector
Southeast Air Defense Sector (SEADS) var en enhed i United States Air Force beliggende nær Panama City, Florida. Sektoren var ansvarlig for luftforsvar og overvågning af den sydøstlige region af USA. I 2005 konsoliderede SEADS med Northeast Air Defence Sector (NEADS) som skiftede navn til Eastern Air Defense Sector (EADS) i 2009.